# ترنيمة عيد الميلاد (رواية)
ترنيمة عيد الميلاد. نثر. قصة شبح عيد الميلاد، تُعرف باسم ترنيمة عيد الميلاد، هي رواية قصيرة لتشارلز ديكنز. صدرت للمرة الأولى عن دار تشابمان & هول للنشر في عام 1843 بالتعاون مع الرسّام التوضيحي جون ليتش. تروي هذه الرواية قصّة الرجل المسن البخيل إبنزر سكروج، إذ يزوره شبح شريكه السابق في العمل جاكوب مارلي وأرواح عيد الميلاد الماضي والحاضر والآتي. يتحوّل سكروج إلى رجل طيّب ولطيف بعد زيارتهم.
كتب تشارلز ديكنز ترنيمة عيد الميلاد خلال الفترة التي استكشف فيها البريطانيون وأعادوا تقييم تقاليد عيد الميلاد السابقة مثل الترنيمات، والعادات الأكثر حداثة مثل أشجار عيد الميلاد. تأثّر ديكنز بتجارب شبابه وبقصص عيد الميلاد التي كتبها مؤلّفون آخرون، بما في ذلك واشنطن إيرفينج ودوغلاس جيرولد. كتب ديكنز ثلاث قصص حول عيد الميلاد قبل هذه الرواية، إذ أُلهم بعد زيارته لمدرسة فيلد لين راجد التي كانت إحدى المؤسسات المعنية بأطفال الشوارع في لندن. تتمحور مواضيع القصّة الرئيسية حول علاج الفقراء وقدرة الرجل الأناني على تبرئة نفسه من خلال التحوّل إلى شخصية أكثر تعاطفًا. هناك جدل قائم بين الأكاديميين حول ما إذا كانت هذه القصّة علمانيةً تمامًا أم قصّةً رمزيةً مسيحيةً.
نُشر الإصدار الأول من الرواية في 19 ديسمبر، ونفذت جميع النسخ في عشية عيد الميلاد. نُشر 13 إصدارًا آخر مع حلول نهاية عام 1844. قيّم النقّاد الرواية بشكل إيجابي. نُسخت الرواية بصورة غير مشروعة في شهر يناير من عام 1844؛ اتخذّ ديكنز إجراءات قانونية ضد الناشرين، لكنّه أفلس وعانى من تدنّي في أرباح النشر القليلة. استمر ديكنز في كتابة قصص أخرى حول عيد الميلاد في السنوات اللاحقة. نظّم ديكنز قراءات عامة للقصّة في عام 1849؛ نجحت هذه القراءات ما دفعه للاستمرار بتنظيمها، إذ أقام 127 عرضًا آخر حتّى وفاته في عام 1870. لم تنفذ رواية ترنيمة عيد الميلاد من الأسواق أبدًا، إذ تُرجمت إلى العديد من اللغات أيضًا. اقتُبست الرواية عدّة مرات في السينما والمسرح والأوبرا وغيرها من الوسائط.
تأثّرت الرواية بروح منتصف العصر الفيكتوري، الذي أعاد إحياء عطلة عيد الميلاد. اعترف ديكنز بتأثير الاحتفاء الغربي الحديث بعيد الميلاد، إذ ألهم لاحقًا العديد من جوانب عيد الميلاد؛ بما في ذلك التجمّعات العائلية، والطعام والشراب والطعام الموسميين، والرقص، والألعاب، وكرم الروح.

## الحبكة
يتألّف الكتاب من خمسة فصول، أطلق عليها ديكنز اسم «المدرّجات».

### المدرّج الأول
تبدأ ترنيمة عيد الميلاد في عشيّة عيد الميلاد الكئيبة والباردة في لندن، وذلك بعد سبع سنوات من وفاة شريك إبنزر سكروج في العمل المدعو جاكوب مارلي. يكره سكروج المسنّ والبخيل عيد الميلاد، ويرفض دعوة عشاء من ابن أخته فريد (ابن فان، أخته المتوفّية). يهمّ سكروج بإبعاد رجلين يطلبان منه التبرّع لتوفير طعام وتدفئة للفقراء؛ ويسمح سكروج لموظّفه المرهق (الذي يتقاضى أجرًا ضئيلًا) بوب كراشيت بأخذ يوم عيد الميلاد إجازة مع أجر على مضض، بما يتوافق مع العرف الاجتماعي.
يزور شبح مارلي منزل سكروج في تلك الليلة؛ شبحه الذي يتجوّل في الأرض مثقلًا بالسلاسل ومحمّلًا بصناديق مليئة بالأموال المزوّرة التي تعود إلى حياته الجشعة والأنانية. يخبر مارلي سكروج بأنه لا يمتلك سوى فرصةً واحدةً لتفادي هذا المصير ذاته: ستزوره ثلاثة أرواح وينبغي عليه الاستماع إليها، وإلّا سيحمل سلاسل أثقل من سلاسل مارلي.

## اقرأ أيضاً
- قصة مدينتين
- الإرهابي الصالح